# Fabci (Ilirska Bistrica, Slovenija)
Fabci je naselje u slovenskoj Općini Ilirskoj Bistrici. Fabci se nalazi u pokrajini Notranjskoj i statističkoj regiji Notranjsko-kraškoj. 

## Stanovništvo
Prema popisu stanovništva iz 2002. godine naselje je imalo 11 stanovnika.